# Pioneer Venus 1
De Pioneer Venus 1 was een Amerikaanse onbemande ruimtevlucht naar Venus uit 1978. Zij werd gelijktijdig uitgevoerd als onderdeel van het Pioneer Venus project met de drie maanden later gelanceerde Pioneer Venus 2. Doel van deze gezamenlijke missie was het in kaart brengen van het oppervlak en studie naar de atmosfeer en ionosfeer van de planeet. In tegenstelling tot zijn tegenhanger beschikte Pioneer Venus 1 niet over atmosferische sondes, maar bracht Venus in kaart door middel van radarbeelden. Daarnaast verrichtte deze verkenner atmosferisch onderzoek van de bovenste atmosfeerlagen en ionosfeer.

## Missiedoelen
De doelen van deze gezamenlijke missie waren:
- Samenstelling van de wolken bepalen
- Studie naar opbouw en samenstelling van de atmosfeer, vanaf grote hoogte tot aan de oppervlakte
- Vaststellen van samenstelling en opbouw van de ionosfeer
- De geografische kenmerken van het planeetoppervlak vastleggen
- Onderzoek naar interactie van zonnewind met het magnetisch veld en ionosfeer van Venus
- Onderzoek naar de karakteristieken van het Venusiaanse zwaartekrachtsveld
- Uv-onderzoek van kometen
- Onderzoek naar gammaflitsen

Visuele waarnemingen vanaf de Aarde van het oppervlak van Venus zijn onmogelijk, daar het dichte wolkendek alle zicht hierop ontneemt. Wél zagen astronomen kans, om zich met behulp van radioastronomie een ruw inzicht te verschaffen hoe de planeet eruitzag. Radiotelescopen stuurden golven radiostraling naar Venus. Die kaatsten terug waarna ze op Aarde werden opgevangen. Deze eerste zeer ruwe metingen duidden op de aanwezigheid van heuvelachtige gebieden; latere waarnemingen wezen op gestolde lavastromen en grote ondiepe kraters.

## Planning, kosten en kritiek

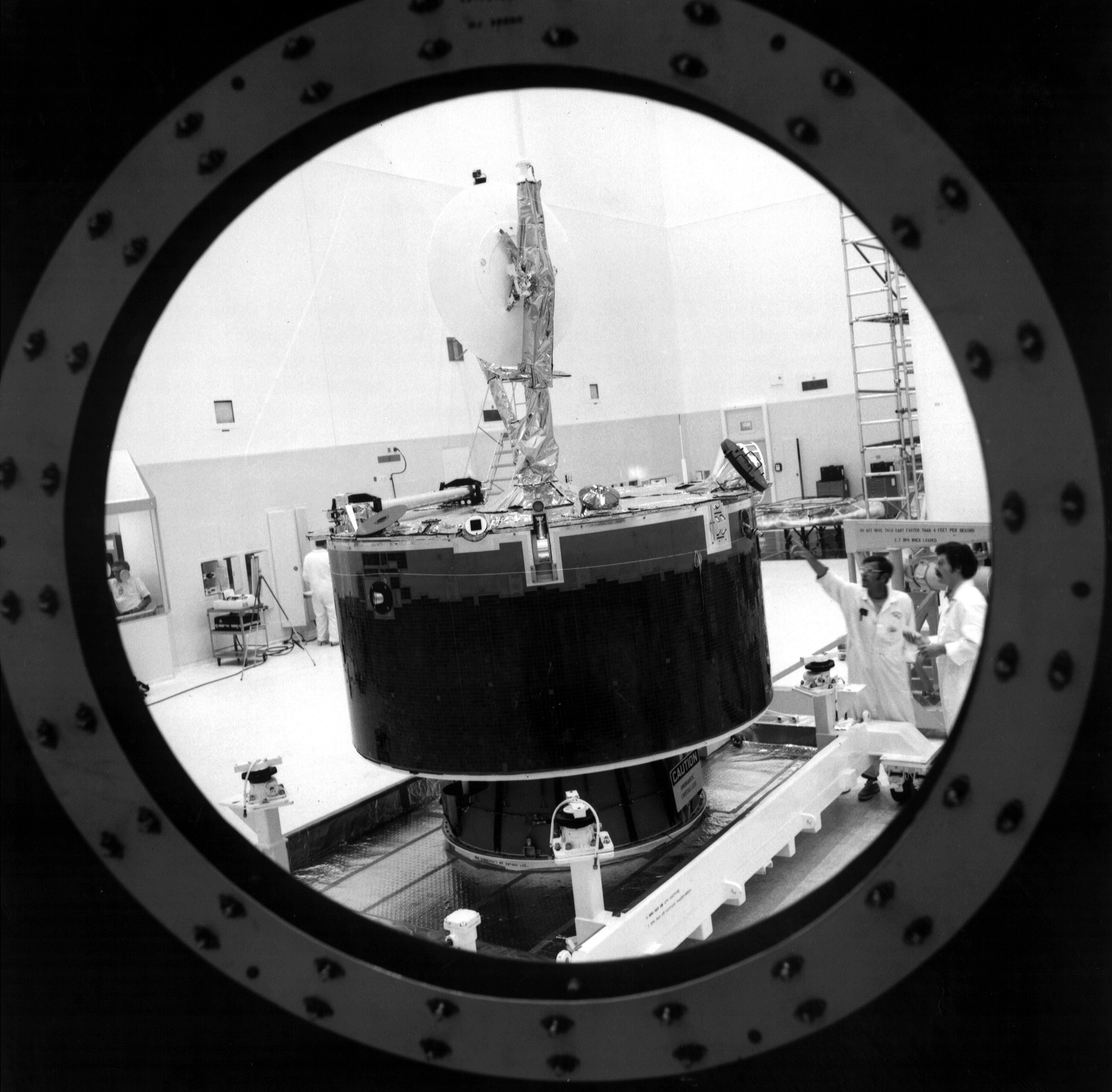
Inspectie van Pioneer Venus 1 in het SAEF, voorafgaand aan plaatsing in de neuskegel van zijn draagraket

De planning voor deze missies ving halverwege de jaren 60 aan. In 1974 maakte men een keuze voor de wetenschappelijke instrumenten van de orbiter. De kosten voor de ontwikkeling en volgen van het moederschip gedurende tien jaar begrootte men op 125 miljoen dollar. Voor het ontwerpen van de atmosferische sondes van Pioneer Venus 2 kwam hier nog eens 83 miljoen dollar bij. Om deze missie nog enigszins betaalbaar te houden gebruikten beide verkenners daarom hetzelfde basisontwerp. In deze jaren leed de ontwikkeling van NASA's paradepaardje Space Shuttle onder voortdurend uitstel en budgetoverschrijdingen. De kritiek hierop zwol aan. De geplaagde ruimtevaartorganisatie had de reputatie om constant om meer geld te bedelen; de geïrriteerde Amerikaanse belastingbetaler eiste dat NASA de besteding hiervan verantwoordde en resultaten boekte.

## Opbouw

### Afmetingen
Dit cilindervormige vaartuig had een hoogte van 1,20 m bij een diameter van 2,50 m. Voor stabilisatie draaide deze verkenner om zijn as. Communicatie verliep via een hooggevoelige schotelantenne, die niet meedraaide met het toestel. Deze had een diameter van 1,09 m en zond uit over de S- en X-band.

### Gewicht
Deze sonde woog 582 kg, waarvan 47,6 kg nuttige lading en 23,78 kg brandstof. Constructeur was de Hughes Aircraft Company.

### Energievoorziening
Voor de energievoorziening vertrouwde de sonde op rondom de buitenkant aangebrachte zonnecellen, die een totaaloppervlak van 7,4 m² besloegen. Eenmaal in een baan rond Venus gebruikte Pioneer Venus 1 305,1 W aan vermogen bij een voltage van nominaal 28, maximaal 30 volt. Twee accu's zorgden voor elektriciteit tijdens lancering, gedurende perioden dat de zonnecellen geen stroom opwekten of tijdens periapsis. Deze waren opgebouwd uit 24 nikkel/cadmium accucellen van 7.5 Ah met een capaciteit van 432 Wh.

### Voortstuwing en standregeling
De hoofdremraket werkte op vaste brandstof en leverde een stuwkracht van 18.000 N. Hij bestond uit een brandstoftank met isolatie en uitlaat gecombineerd met ontsteker met ingebouwde veiligheid. Een storing van de ontsteker zou fataal uitpakken; een eenmaal ontstoken vaste brandstofraket is onmogelijk meer uit te schakelen.
Het standregelsysteem maakte gebruik van hydrazine (N2H4)  met als drijfgas het edelgas helium en bestond uit zeven stuurraketjes, die ieder 4,45 N stuwkracht leverden. Voor deze vlucht was 23,78 kg manoeuvreerbrandstof vereist; indien noodzakelijk kon deze worden verwarmd om bevriezing te voorkomen. Voor stabilisatie draaide het vaartuig om zijn as, loodrecht op het vlak van de ecliptica.

### Isolatie
Voor temperatuurcontrole vertrouwde Pioneer Venus 1 onder andere op kapton isolatiedekens, reflecterende witte verf, verwarmingselementen, 15 instelbare jaloezieën en verzilverde, met kwarts afgewerkte radiators. De verwachte sterkte van de zonnestraling bij Venus was bijna dubbel (1,98) zo hoog als rond de Aarde.

## Wetenschappelijke uitrusting

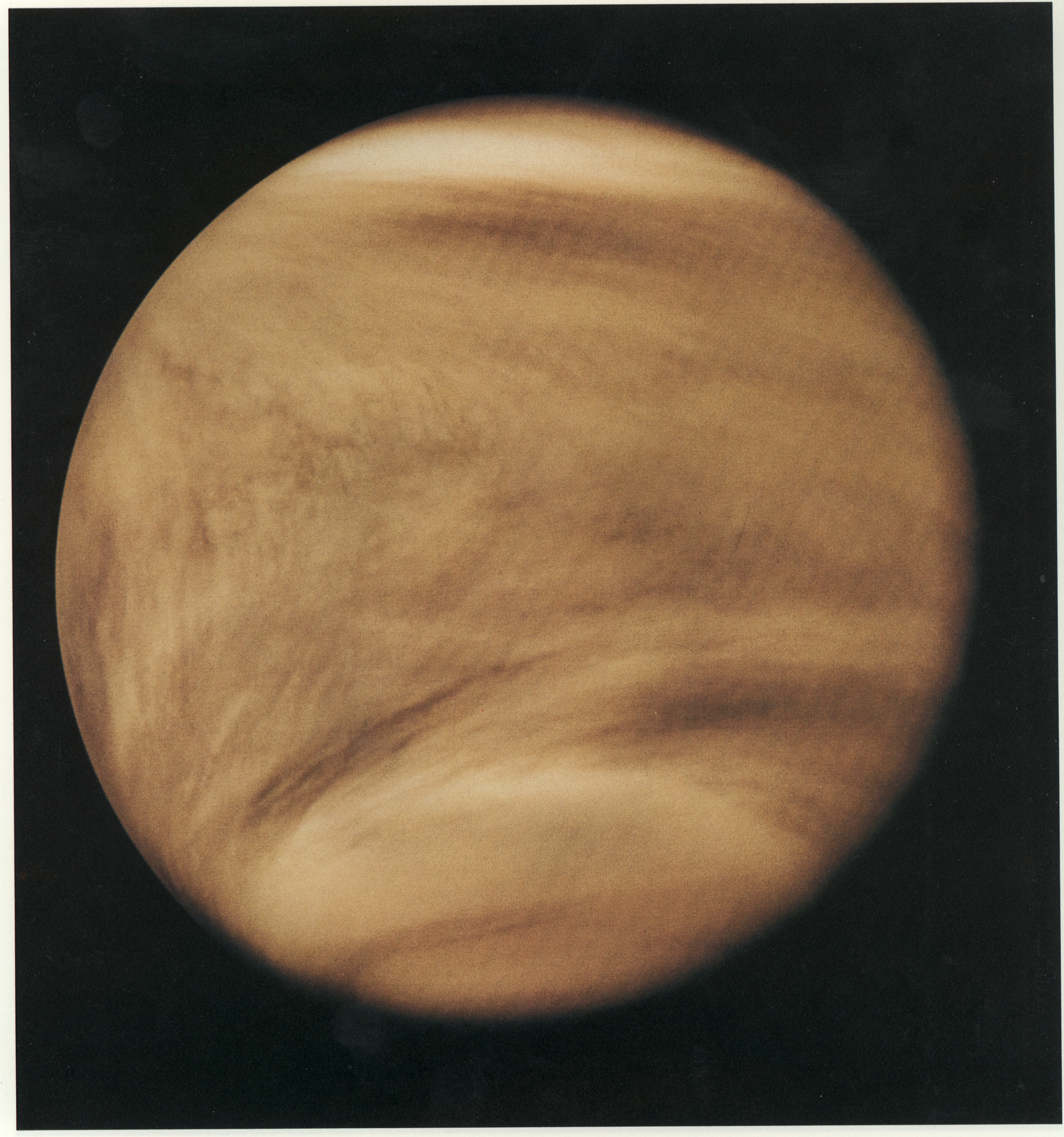
Uv-opname van Venus door Pioneer Venus 1

Ieder wetenschappelijk instrument (met uitzondering van de magnetometer) was in het vaartuig gemonteerd. De Pioneer Venus 1 was uitgerust voor de volgende experimenten:
- Uv-spectrometer (OUVS), die onder meer verstrooid zonlicht en waterstof opmerkte in de thermosfeer, mesosfeer en exosfeer van Venus. Deze metingen vormden een basismodel voor fotochemie, samenstelling en temperatuur van de thermosfeer en ionosfeer. Tevens bepaalde men hiermee de luchtdruk in de bovenste wolkentoppen en daarboven. Daarnaast stelden geleerden hiermee de verdeling van atomische waterstof vast en de mate waarin deze uit de Venusatmosfeer ontsnapte. Dit instrument woog 3,1 kg en vroeg 1,7 W aan vermogen.
- Massaspectrometer voor geladen deeltjes (OIMS), om samenstelling en dichtheid van positieve ionen in de ionosfeer te bepalen. Dit instrument had een bereik van 1 tot 60 amu, vroeg 1,5 W vermogen en was 3 kg zwaar.
- Langmuir sensor (OETP), om elektrisch potentieel, dichtheid en temperatuur van plasma te meten in de bovenste atmosfeerlagen en ionosfeer. Daarnaast was de wisselwerking tussen de zonnewind en ionosfeer van belang. Dit instrument woog 1,5 kg en had een vermogen van 2 W.
- Massaspectrometer (ONMS) voor onderzoek naar neutrale deeltjes (deeltjes zonder elektrische lading). Dit instrument onderzocht verschillen in dichtheid (zowel in verticale als horizontale richting) van de belangrijkste bestanddelen van de atmosfeer en verrichtte metingen omtrent chemische, thermische en dynamische omstandigheden in de bovenste atmosfeerlagen. Dit instrument kon helium, elementaire zuurstof (O), moleculaire zuurstof (O2), koolstofmonoxide (CO), koolstofdioxide (CO2), moleculaire stikstof (N2) en argon opsporen. Indien gewenst tevens koolstof (C), stikstofmonoxide (NO), waterstof (H),  moleculaire waterstof (H2) en deuterium (D). Deze had een gewicht van 3,8 kg en verbruikte 12 W.
- Fotopolarimeter (OCCP) ter bestudering van het wolkendek, door een vereenvoudigde versie van het apparaat waarmee Pioneer 10 & 11 waren uitgerust. Deze leverde vierkleurige beelden in lage resolutie van het wolkendek. Ook keek het of het heiig was. De samenstelling van wolken werd gemeten, samen met verticale en horizontale verdeling van deeltjes, de dichtheid en grootte van deze deeltjes en refractieve index en de hoogte van de wolkentoppen. Met een vermogen van 5,4 W woog dit instrument 5 kg.
- Aerologische infrarood radiometer (OIR), gebaseerd op een instrument die de Nimbussatellieten gebruikten, voor waarnemingen in troposfeer en stratosfeer. Deze bracht via acht kanalen de atmosfeertemperatuur vanaf de toppen van het wolkendek (die tot op 60 km hoogte reikten) tot 150 km hoogte in kaart. Ook deed dit instrument onderzoek naar de vorm van de wolken, het eventuele voorkomen van meerdere wolkenlagen en de mogelijke aanwezigheid van waterdamp in de atmosfeer. Dit instrument kreeg storing op 14 februari 1979, woog 5,9 kg en verbruikte 5,2 W.
- Magnetometer (OMAG), van hetzelfde ontwerp als de minisatellietjes uitgezet door Apollo 15 & 16. Deze mat onder ander het magnetisch veld van Venus, de wisselwerking tussen de planeet en de zonnewind en de opbouw van diens boogschok. Verder onderzocht het de zonnewind in de interplanetaire ruimte, in het bijzonder de verschillen in veldsterkte op 0,7 en 1,0 AU afstand. Dit 1,8 kg zware instrument, had een vermogen van 2 W en was als enige instrument aangebracht op een lange mast om magnetische interferentie door het ruimtevaartuig zelf uit te sluiten.
- Instrument voor onderzoek naar zonnewindplasma (OPA), gedeeltelijk gebaseerd op het Pioneer 8 & 9 ontwerp en gedeeltelijk op dat van de Pioneer 10 & 11. Deze mat de zonnewind buiten de Venusiaanse boogschok en het gebied tussen de boogschok en de magnetopauze (het gebied waarin het magnetisch veld van Venus wordt vervormd en zwak en onregelmatig wordt onder invloed van de zonnewind). Tevens nam OPA zonnewindmetingen tijdens de vlucht naar Venus. OPA woog 3,9 kg en gebruikte 5 W aan vermogen.
- Radar (ORAD), om het Venusoppervlak in kaart te brengen, temperatuurmetingen van het oppervlak te verrichten en voor de hoogtecontrole van het ruimtevaartuig. Dit instrument bracht hoogteverschillen tot een nauwkeurigheid van 150 m in kaart. Op een golflengte van 1,757 GHz zond het een 20 W sterke puls uit indien het vaartuig zich op minder dan 4700 km van het oppervlak van Venus bevond. Tijdens perigeum werd een strook van 23 km lang en 7 km breed gemeten. Met een vermogen van 18 W woog dit instrument 9,7 kg.
- Instrument voor onderzoek naar elektrische velden (OEFD). Dit instrument deed onderzoek naar VLF elektrische velden rond Venus en wisselwerking tussen zonnewind en ionosferisch en exosferisch plasma. Het was een gewijzigde versie van het type meegevoerd door Pioneer 8 & 9 en verrichtte metingen tussen 50 en 50.000 Hz, gecentreerd in vier smalle banden rond 100, 730, 7350 en 30.000 Hz. Dit instrument ging na hoe de zonnewind rond Venus wordt afgebogen, verbruikte 0,7 W en woog 0,8 kg.
- Gammaflits-detector (OGBD), om de richting waaruit deze kwamen te bepalen. Dit geschiedde door middel van driehoeksmetingen. Andere sondes, zoals ISEE 3, Venera 11 & 12 en Helios 2 waren namelijk met soortgelijke instrumenten uitgerust. Het bestond uit een paar scintillatie spectrometers met een bereik van 0,2 tot 2 MeV. Deze woog 2,8 kg met een vermogen van 1,3 W.
- Experiment voor gas-en plasmaonderzoek (OGPE), dat radiosignalen op X- en S-band gebruikte om veranderingen in de Venusiaanse atmosfeer en ionosfeer op te merken en de zonnewind te bestuderen.
- Onderzoek tijdens occultatie (ORO). Hiermee bepaalde men onder andere de dynamiek in de onderste atmosfeerlagen.
- Onderzoek naar turbulentie in atmosfeer en zonnecorona (OTUR). Deze nam de verschillen in turbulentie waar in samenhang met hoogteverschil, lengtegraad en breedtegraad.
- Metingen van luchtweerstand (OAD), om het verloop van de temperatuur gedurende een Venusdag te bepalen en een thermosferisch model van diens dampkring te maken. Ook mat men de verschillen in zonnewindsterkte in combinatie met de verschillen in dichtheid van de atmosfeer. Verder deed men onderzoek naar het effect van lange en kortdurende sterke uv-zonnestraling op de dichtheid van de atmosfeer. Tevens onderzocht men halfjaarlijkse veranderingen in de thermosfeer en superrotatie (het wolkendek van Venus draait zeer snel rond vergeleken met de omwentelingssnelheid van de planeet zelf. Pas enige jaren voor deze missie leverde Mariner 10 hiervoor het onomstotelijke bewijs).
- Onderzoek naar dichtheid van Venus (OIDD), om onder meer na te gaan hoe de planetaire massa verdeeld was, welke processen hierop van invloed waren en om een idee te krijgen wat deze planeet sinds zijn ontstaan heeft doorgemaakt.
- Onderzoek van hemelmechanica (OCM), om een idee te krijgen van het zwaartekrachtveld van Venus, de precieze richting en snelheid van diens rotatie. Verder ging men na, in hoeverre de polen zich verplaatsten en werd de atmosferische dichtheid in de bovenste atmosfeerlagen onderzocht. Ook onderzocht men de efemeriden.

## Verloop van de missie

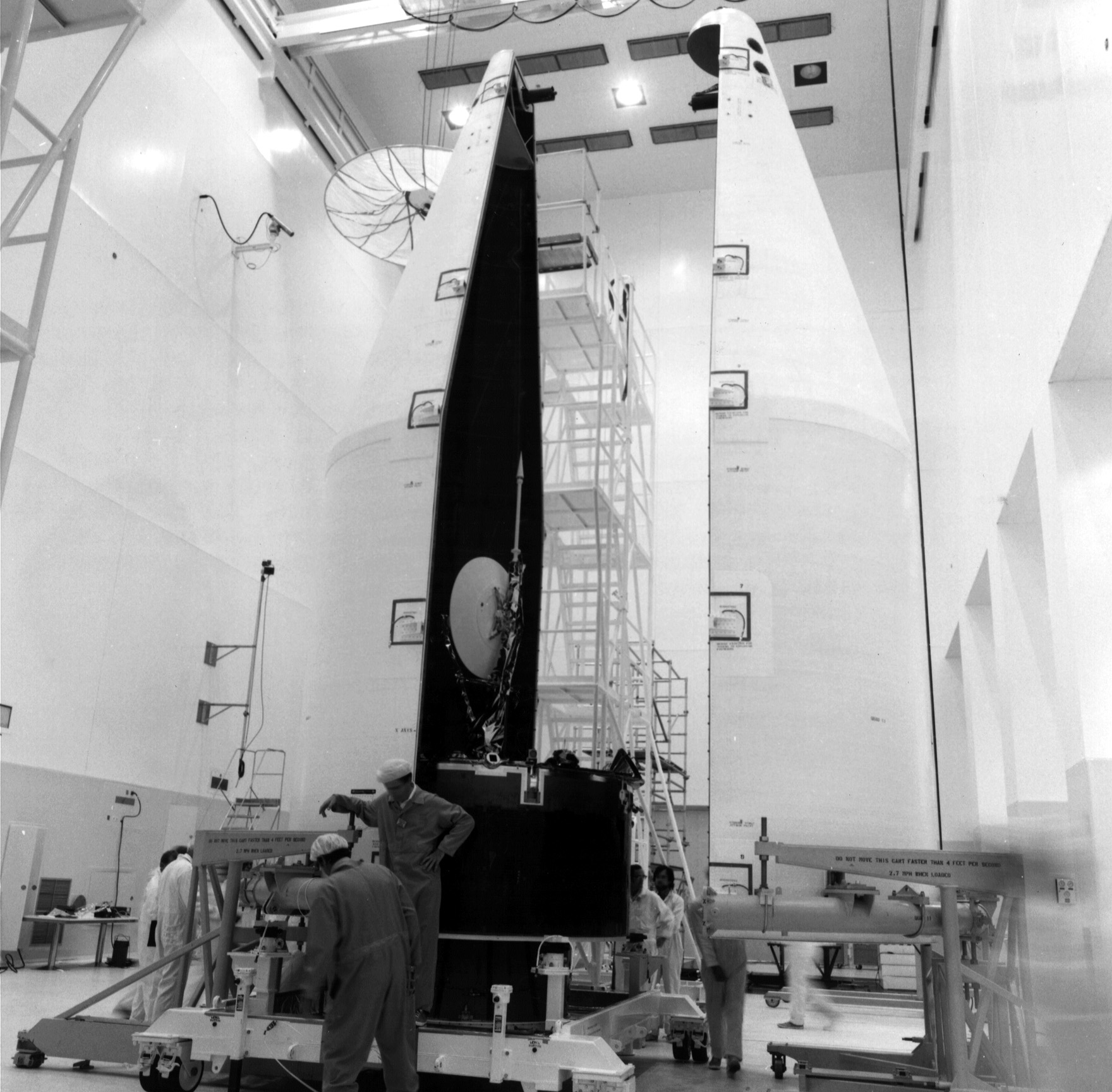
Een laatste blik op Pioneer Venus 1, voor technici de neuskegel sluiten

### Lancering
De Pioneer Venus 1 werd gelanceerd vanaf platform 36A op 20 mei 1978 met behulp van een Atlas SLV-3D/Centaur draagraket vanaf Cape Canaveral. Met opzet volgde de sonde een baan, waarin hij met relatief geringe snelheid Venus naderde. Deze wijze van aanvliegen bespaarde veel brandstof tijdens afremmen. Na een vlucht van ruim zes maanden en 480 miljoen km te hebben afgelegd arriveerde de verkenner bij Venus. Op 2 december kantelde het vaartuig zich in de juiste positie voor de afremmanoeuvre; op 3 december om 23.00 uur 's avonds kwamen vanaf de grond de instructies voor de afremprocedure door en om 1.00 uur 's nachts op 4 december begon Pioneer Venus 1 met het uitvoeren daarvan. De daadwerkelijke afremming vond plaats achter de planeet, waardoor geen radiocontact mogelijk was. Gedurende een halve minuut ontbrandde de remraket en reduceerde de snelheid met 2780 km/u. Aanvankelijk draaide de verkenner 30x per minuut om zijn as, hetgeen afnam tot 5x per minuut na voltooiing van de afremmanoeuvre.

### Na aankomst
De Pioneer Venus 1 kwam in een hoge elliptische baan rond Venus met een hoogste punt van 66.900 km en een laagste punt dat varieerde tussen 142 en 253 km. Dit laagste punt bevond zich ruwweg rond 17° N. In eerste instantie bedroeg de omlooptijd 23,4 uur, wat binnen twee omwentelingen werd gecorrigeerd. De inclinatie bedroeg 105° bij een excentriciteit van 0,842 met een omlooptijd van 24 uur. Dit was gunstig voor contact met de Aarde, aangezien de sonde zich zo iedere dag op hetzelfde tijdstip op zijn laagste punt bevond. Hierna startten de radarcartografie en ionosfeermetingen. Deze missie zou volgens plan één Venusdag in beslag nemen. Verder verrichtte het vaartuig systematische waarnemingen van verschillende kometen.
Deze gunstige lage baan kende echter een groot nadeel. De zwaartekracht van de Zon trok de sonde voortdurend van Venus weg, zodat het relatief veel brandstof kostte om het vaartuig op de juiste hoogte te houden. De brandstofvoorraad raakte bijna uitgeput na 600 dagen. Na juli 1980 trok de Zon Pioneer Venus 1 voortdurend hoger; periapsis nam toe tot 2290 km. In de loop van 1986 begon periapsis weer af te nemen, zodat opnieuw metingen in de ionosfeer mogelijk waren.  Rond 1990 trad energietekort op. De zonnecellen wekten vanaf dat moment onvoldoende elektriciteit op om alle apparatuur tegelijkertijd in te schakelen. In mei 1992 brak de laatste vluchtfase aan. Gedurende deze fase varieerde het laagste punt tussen 150 en 250 km, tot de brandstofvoorraad was uitgeput. Het laatste radiocontact vond plaats om 19.22 uur UTC op 8 oktober 1992, waarna zijn lage baan verdere communicatie onmogelijk maakte en de sonde verbrandde in de atmosfeer.

### Wetenschappelijke resultaten

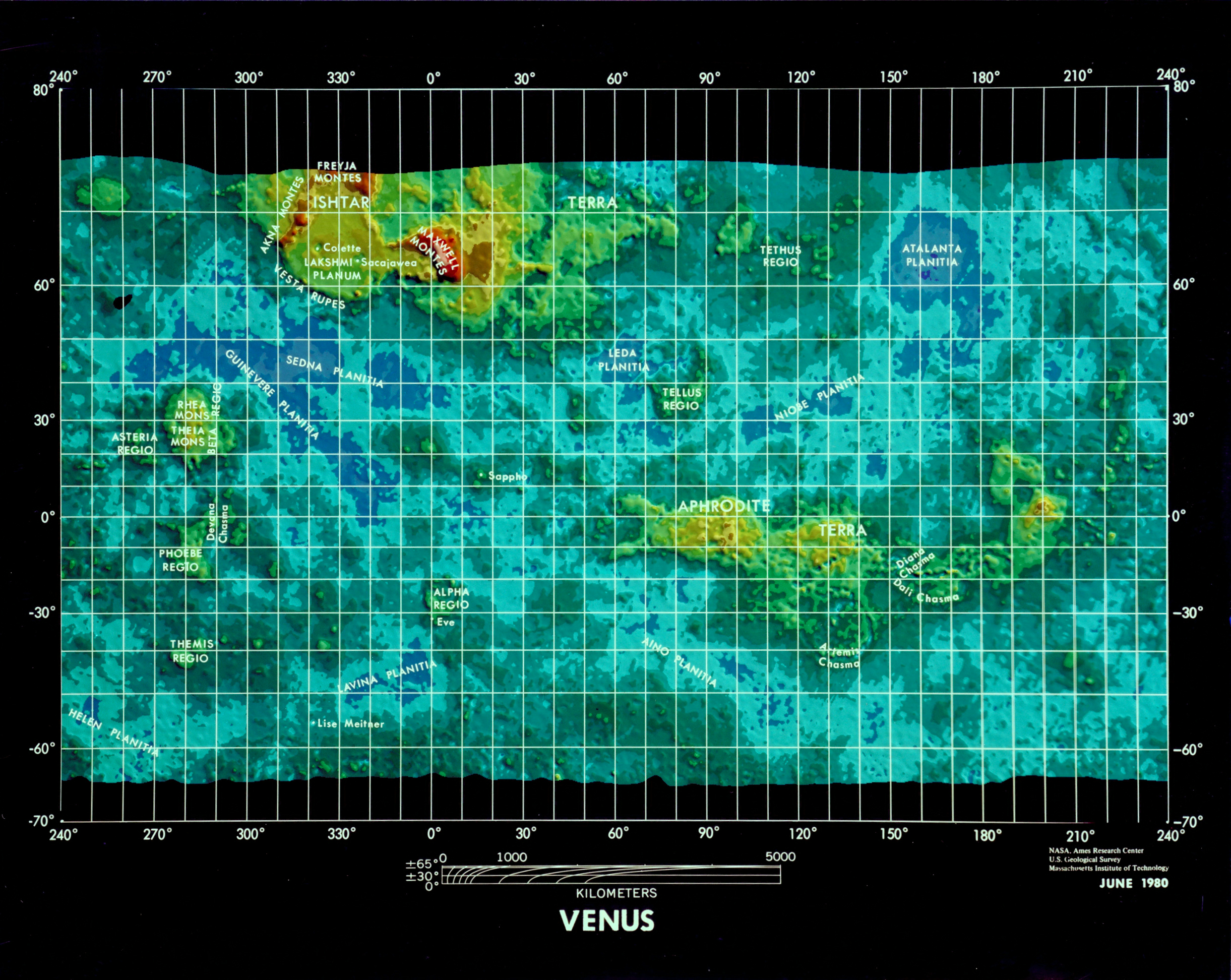
Een radarkaart van Venus door Pioneer Venus 1

- De radarmetingen gaven een goede indruk van de oppervlakte van Venus. De beelden hadden een resolutie van 75 km. Pioneer Venus 1 bracht niet het gehele oppervlak in kaart, maar slechts het gedeelte tussen 73° N en 63° Z. In het algemeen bleek Venus vlakker dan onze thuisplaneet (maar met ravijnen en bergmassieven) en een rondere vorm dan de Aarde te hebben. Dit laatste lag in de lijn der verwachtingen, aangezien Venus veel langzamer (243 dagen) om zijn as draait waardoor de polaire afplatting minder is. Wel merkte de sonde een berg hoger dan de Mount Everest (Maxwell Montes, 10,8 km hoog) en een kloof dieper dan de Grand Canyon op. Deze had een lengte van 1400 km, een breedste punt van 280 km en een grootste diepte van 4,6 km. Daarnaast toonden de radaropnamen enkele oude inslagkraters van slechts 500 m diepte, maar met een doorsnede van 600 à 700 km. Verder vond men een plateau van 3200 x 1600 km, dat 5 km boven zijn directe omgeving uitstak. Het Venusoppervlak lijkt relatief jong vergeleken met bv. Mars.
- Op 19 maart 1981 beëindigde Pioneer Venus 1 de radarobservaties. Tien jaar later schakelde men de radar opnieuw in, om tot dan toe niet scanbare zuidelijke gebieden op Venus vast te leggen.
- Infrarood waarnemingen wezen op opklaringen in de atmosfeer boven de noordpool.
- Opnamen in uv toonden donkere plekken die de wolken boven het zichtbare halfrond bedekten.
- Venus heeft nauwelijks een magnetisch veld en er is constant bliksem.
- De wolken zijn voornamelijk opgebouwd uit zwavelzuur. Echter metingen gaven een onverwachte afname van dit bestanddeel tijdens het verloop van de missie. Dit kan erop wijzen, dat Pioneer Venus 1 vlak na een vulkaanuitbarsting de planeet in ogenschouw nam. Deze uitbarsting kan tevens oorzaak zijn van de vele bliksem die het aantrof. Metingen door de uv-spectrometer gaven aan, dat een heiige laag van zwaveldioxide (SO2) boven het wolkendek snel in omvang afnam, onmiddellijk nadat het vaartuig zich in een baan rond Venus parkeerde. Op Aarde kent men slechts één gebeurtenis waarbij hetzelfde geschiedt: een heftige vulkaanuitbarsting. In 2023 bleek dat er op Venus 85.000 vulkanen voorkomen.
- De uv-spectrometer merkte tevens periodieke uitstoot van atomische waterstof op op 1304 Å. Het lijkt op de Venusiaanse versie van poollicht, al beschikt de planeet nauwelijks over een magnetisch veld. Het is onbekend waar deze deeltjes van afkomstig zijn.

## Conclusie
Deze sonde bleef 14 jaar functioneren en had daarmee een aanmerkelijk langere levensduur dan gepland. Het oorspronkelijke vluchtplan ging uit van een levensduur van slechts acht maanden (een Venusjaar) na aankomst bij Venus. Zodoende leverde Pioneer Venus 1 een grote bijdrage aan de kennis over onze buurplaneet. Daarnaast bleken de radarbeelden van grote waarde voor de Sovjet-Unie. Zij kozen de landingsplaats van hun Venera 13 op basis van deze scans. Ook op het financiële vlak maakte NASA een goede beurt. Vergeleken met andere missies leverde Pioneer Venus veel gegevens aan, terwijl deze relatief goedkoop was.
0 · 1 · 2 · 3 · 4 · P-3 · 5 · P-30 · P-31 · 6, 7, 8 en 9 · 10 · 11 · Venus 1 · Venus 2